# 자네스 젭코스게이
자네스 젭코스게이 부시에네이(영어: Jeneth Jepkosgei Busienei, 1983년 12월 13일 ~ )는 케냐의 육상 선수이다.

## 인물 정보
그녀는 카프숨베이우 초등학교에 다니는 동안 육상을 시작했고 여러 종목을 배웠다. 그녀는 1998년부터 케냐의 여자 운동 선수를 배출하기로 유명한 이텐 근처 신고레 여자 고등학교에 다녔다.
젭코스게이는 2007년 8월 28일에 케냐 기록을 세웠다. 그녀는 2007년 오사카 세계 선수권 대회 800m 결승에서 금메달을 획득했다. 그녀는 올해의 케냐 스포츠 선수로 남아있었다.
2008년 5월 24일에 19세의 파멜라 젤리모는 1시간 55분 76초로 이전에 젭코스게이가 세운 기록을 제치고 케냐 신기록을 세웠다. 젤리모의 지배력은 시즌 내내 주요 대회에서 젭코스게이를 방어했지만, 800m에 걸쳐 올림픽 은메달을 획득했다.
그녀는 2009년 세계 선수권 대회 마지막 라운드에서 넘어지면서 남아프리카 공화국 선수 캐스터 세메냐와 부딛쳤다. 그러나, 성공적인 이의 제기후 그녀는 준결승에서 뛰게 되었고 결국 우승자 세메냐 뒤에서 은메달을 땄다.

## 참조
- (영어) 자네스 젭코스게이 - 국제 육상 경기 연맹